# جايسون يونغ (لاعب كرة قاعدة)
جايسون يونغ (بالإنجليزية: Jason Young)‏ هو لاعب كرة قاعدة أمريكي، ولد في 28 سبتمبر 1979 في أوكلاند في الولايات المتحدة.

## وصلات خارجية
- جايسون يونغ على موقعبيزبول رفرنس.كوم (الدوري الرئيسي) (الإنجليزية)
- جايسون يونغ على موقعبيزبول رفرنس.كوم (الدوري الثانوي) (الإنجليزية)
- جايسون يونغ على موقع مشجعي الرسوم البيانية (الإنجليزية)